# Stefano Ricci (sculpteur)
Pour les articles homonymes, voir Stefano Ricci.

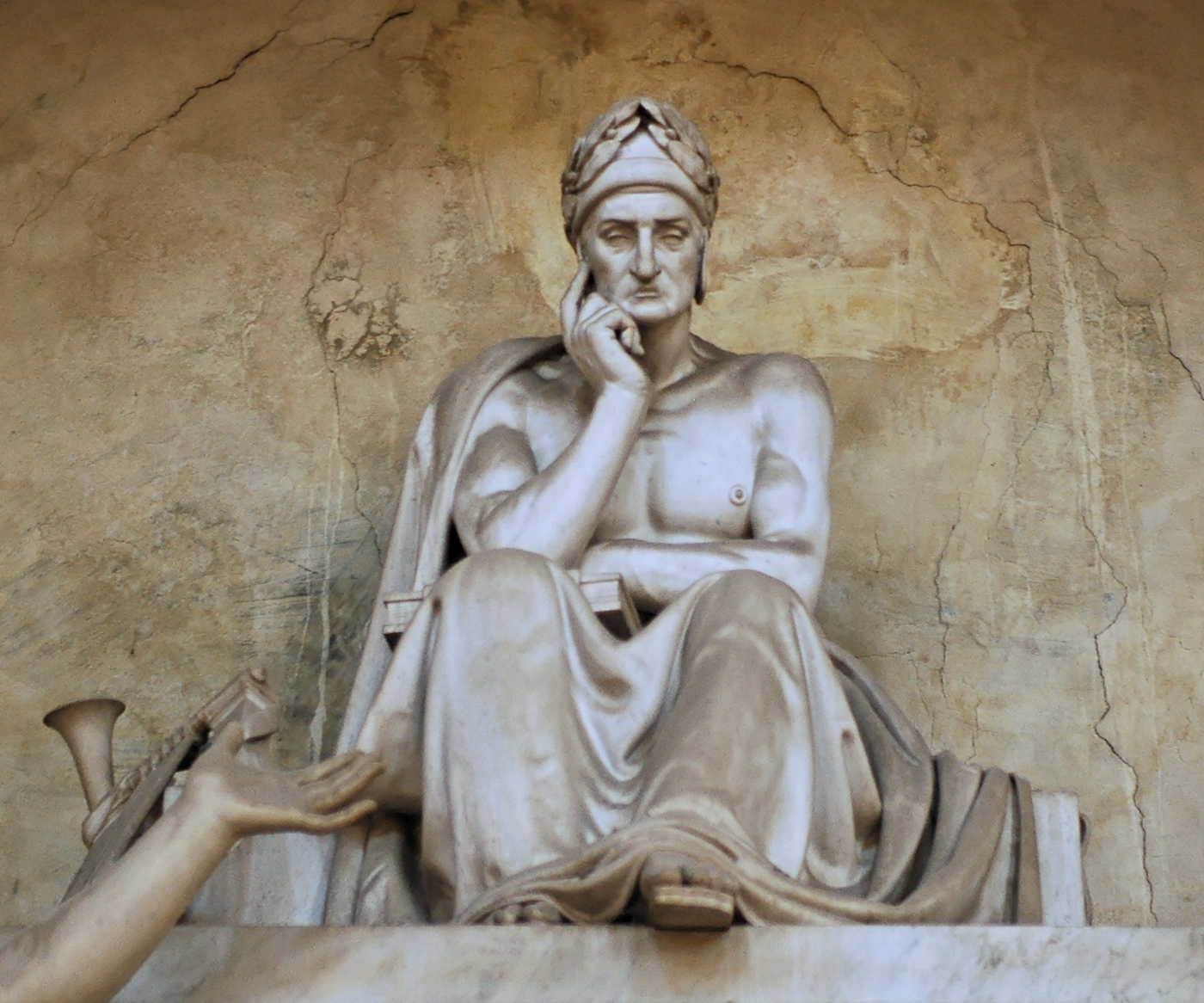
Détail du cénotaphe : la statue de Dante pensif.

Stefano Ricci (Florence, 1765 - Florence, 1837) est un sculpteur italien néoclassique. 

## Biographie
Stefano Ricci, qui  fut  élève de Francesco Carradoris, a été influencé par le style d'Antonio Canova.
Il a enseigné à l'Académie des beaux-arts de Florence à partir de 1802.
Il est l'auteur de nombreuses œuvres commémoratives dont la plus connue est le Cénotaphe de Dante Alighieri de la basilique Santa Croce de Florence dont il a réalisé les sculptures en 1830.
Son style  néoclassique est qualifié de froid et académique[non neutre].

## Œuvres
- Statues de Dante, de la Poésie et de l'Italie en Cybèle du Cénotaphe de Dante Alighieri, nef de la basilique Santa Croce, Florence.
- La purità, chapelle de Poggio Imperiale.